# توم كوندا
توم كوندا (بالإنجليزية: Kunda Tom)‏ (14 يوليو 1986 - ) هو لاعب كرة قدم نيوزلندي في مركز الهجوم. شارك مع منتخب جزر كوك لكرة القدم. أما مع النوادي، فقد لعب مع Nikao Sokattak F.C. ‏.

## وصلات خارجية
- توم كوندا على موقع الاتحاد الدولي (مؤرشف)  (الإنجليزية)
- توم كوندا على موقع قاعدة بيانات كرة القدم.إي يو (الإنجليزية)
- توم كوندا على موقع ناشيونال فوتبول تيمز (الإنجليزية)